# Lixophaga claripalpis
Lixophaga claripalpis là một loài ruồi trong họ Tachinidae.